# 全国旅館ホテル生活衛生同業組合連合会
全国旅館ホテル生活衛生同業組合連合会（ぜんこくりょかんほてるせいかつえいせいどうぎょうくみあいれんごうかい、全旅連）は、全国47都道府県に存在する旅館ホテル生活衛生同業組合の全国組織。

## 沿革
1957年（昭和32年）6月「環境衛生関係営業の運営の適正化に関する法律」が施行された。
同法に基づき都道府県ごとの組合の中央連合体として1958年（昭和33年）9月13日設立、同年12月4日に厚生大臣（現・厚生労働大臣）より認可された団体である。

## 概要
各都道府県の会員数の総計は20000を越える宿泊業界最大の団体である。旅館だけではなく、ビジネスホテル、ペンション、ファッションホテル（ブティックホテル）なども会員として存在し、政治活動を中心に活発な活動を行なっている。
宿泊予約サイト「宿ネット」も当組織の事業。特別地方消費税廃止運動の中核となった組織でもある。
2010年6月7日にそれまでの全国旅館生活衛生同業組合連合会という組織名を全国旅館ホテル生活衛生同業組合連合会に改称した。
2016年4月現在の会長は北原茂樹（京都府）、前会長は佐藤信幸（山形県）、前々会長は小原健史（佐賀県）。過去の会長には山田弥一、山本富雄（山本一太の実父、群馬県）などが名を連ねる。

## 関連団体
同連合会には1969年に青年部（全旅連青年部）も設立され、人材育成を行っている。現・会長、前・会長も青年部長経験者。現・青年部部長（2015年度 - 2016年度）は桑田雅之（長野県）。
- 現在のイメージキャラクターは、福原愛。
- 全国旅館政治連盟（旅政連）- 全旅連の政治連盟